# Microleropsis rufimembris
Microleropsis rufimembris – gatunek chrząszcza z rodziny kózkowatych i podrodziny zgrzypikowych. Jedyny przedstawiciel rodzaju Microleropsis.

## Zasięg występowania
Występuje w południowych Chinach, w prowincji Fujian i regionie Kuangsi.